# Kinnikinnick
Kinnikinnick je mješavina duhana koja se ceremonijalno pušila na svetim lulama kod sjevernoameričkih Indijanaca. Izrađivali su ga od lišća biljke Arctostaphylos uva-ursi, uobičajeno u Americi nazivana 'Kinnikinnick' i ' Manzanita' od koje su sakupljali lišće i crvene bobice.  Ova duhanska mješavina razlikovala se od mjesta do mjesta, ali se uglavnom pušila iz ceremonijalnih razloga, ili uz logorsku vatru, i nakon povučenog dima ili dva dodavala se dalje. 
Lula (kalumet; izv. calumet) na kojoj se pušio duhan, bio je drven, na koji je bila nasađena glava od crvenog kamena, stručnjacima poznat kao 'catlinit'. Kamen za lule Indijanci su nabavljali na jedinom kamenolomu, na području današnje države Minnesota, koji se nalazi u vlasništvu Indijanaca Yankton. 